# Теорема о расщеплении
Теорема о расщеплении — классическая теорема в римановой геометрии. 

## Формулировка
Предположим, в полном римановом многообразии {\displaystyle M} с неотрицательной кривизной Риччи
имеется прямая, то есть геодезическая {\displaystyle \gamma \colon \mathbb {R} \to M}, такая, что
{\displaystyle d(\gamma (u),\gamma (v))=|u-v|}
для всех
{\displaystyle u,v\in \mathbb {R} .}
Тогда {\displaystyle M} изометрично произведению
{\displaystyle \mathbb {R} \times L,}
где {\displaystyle L} есть риманово многообразие с неотрицательной кривизной Риччи.
Более того, можно показать, что {\displaystyle \gamma (t)=(t,x)} для некоторого {\displaystyle x\in L}.

## История
Для поверхностей теорема была доказана Кон-Фоссеном. Топоногов обобщил её на многообразия с неотрицательной секционной кривизной.
Чигер 
и Громолл доказали, что неотрицательность кривизны Риччи является достаточным условием.
Позже аналогичная теорема была доказана для лоренцевых многообразий с неотрицательной кривизной Риччи во времениподобных направлениях.